# Bëlga
A Bëlga egy magyar könnyűzenei együttes, amely 1998 tavaszán alakult Budapest XVII. kerületében. Szövegeikre gyakran jellemző a szatirikus és társadalomkritikus hangvétel.

## Története
A csapat alapító tagjai: Bauxit, Még5lövés és Tokyo, mindannyian a Tan Kapuja Buddhista Főiskola hallgatói voltak. Az 1990-es évek végén a Tilos Rádió egyik műsorában  találkoztak, ahol megismerték DJ Tituszt és Sickratmant (akkor még „Secretman” volt). 2001-ben léptek fel először a Sziget Fesztiválon. 2003 tavaszán Sickratman és Lord Cursor elhagyta a csapatot. Az első fellépésük a Pepsi Sztárcsináló című tehetségkutató műsorban volt, ahol egészen a döntőig jutottak el az Ovi című számukkal. A 2002-ben kiadott Majd megszokod című debütáló album hozta meg az ismertséget a csapat számára, az album egyik dala, a Nemzeti hip-hop a nacionalista nézeteket kifigurázó szövegeivel híresült el (egy városi legenda szerint az azóta megszűnt Pannon Rádió – mivel ők komolyan vették – egyik kedvelt dala lett), de az Ovi, A gyaloglás vége és a Kalauz is sikereket ért el. A 2004-ben megjelent Jön a Gólem! című album kicsit poposabb hangzású, mint elődje, amely aranylemez lett. Az album kislemezei: Hazakísérlek, Királyok a házban, Az a baj és Képviselő boogie. 2005 októberében megjelent a csapat harmadik, dupla albuma, ami a Bokorpuszta, illetve a Zsolti a béka címeket viseli. Érdekesség, hogy a Bokorpuszta felnőtteknek, a Zsolti a béka gyerekeknek készült.
2007-ben látott napvilágot a következő Bëlga-album, a Zigilemez. 2008. november 15-én jelent meg hatodik albumuk, az Élő 2008, amely 21 koncertfelvételt tartalmaz.
2010-ben négy albumuk jelent meg. Az első, politikai témájú március 5-én jelent meg, és az Arany nevet kapta; a második, „oktatási segédanyag” (az április 1-jei Bravo magazinhoz adták ajándéknak) címe Platina, április 1-jén jelent meg. A harmadik album, amely „hagyományos” Bëlga-dalokat tartalmaz, a Gyémánt címet viseli, május 5-én jelent meg. A negyedik album a Farost címet kapta, 2010. június 4-én jelent meg. Mind a négy album letölthető ingyenesen az együttes honlapjáról – a csapat már a kezdetektől támogatja a szabad zenemásolást.
2012 decemberében megjelent a Stég FM 84 című album, ezt követte 2013-ban a Sanyi című lemezük. Emellett 2012 óta a csapat egyes számait a Bandcamp-oldalán teszi elérhetővé.
2015 márciusában a Szerelmes vagyok című dalt 10 éves jubileumára 14 nyelvre fordították le. Ugyanebben az évben jelent meg Disco! című nagylemezük, amely a későbbiekben aranylemez lett. A lemezen található Rendőrmunka című dalhoz készült remixeket 2017. január 9-én adták ki Rëmixrazzia címmel. December 6-án jelent meg Csumpa című albumuk.
2019. január 20-án jelent meg Huszonëgy című EP-jük, melyben az együttes alakulásának huszonegyedik évfordulója alkalmából mondanak köszönetet.
2021. május 28-án megjelent az együttes Karnevál című albuma, mely a korábbiakkal szemben nem csak CD-n és a streaming szolgáltatók kínálatában vált elérhetővé, hanem kazettán, illetve hanglemezen is megvásárolható volt, korlátozott számban.
2023. június 15-én megjelent a Gyúrni kéne című kislemezük, ami arról szól hogy izmot szeretnének építeni, és kondiba járni. Rá három hónappal az-az 2023. szeptember 8-án DJ Titusz készített egy remix-et belőle.
2023. november 23-án megjelent a Fém Of Bëlga album ami néhány szám átdolgozása metál stílusba. Ebben az albumban szerepel a Zsolti a béka aminek külön klippet is forgattak a Budapest Parkban.
2023 óta a Bëlga tagjainak színpadi megjelenése számozással bővült. Még5, Tokyo, és Bauxit az 1, 2, 3 számokat viselik fellépőruhájuk hátulján. A számozás eredete és a sorrend eldöntése úgy alakult, hogy Bauxit szerencseszáma alapból a 3-as, így nem volt kérdés, hogy ő azt kapja, amúgy sem érdekelte a sorrend. Ezután úgy volt, hogy Tokyo és Még5 megverekszenek az 1-esért, de Tokyo nem ment el a bunyó megbeszélt időpontjára, így Még5 nyerte meg az 1-est és Tokyonak maradt a 2.

## Tagok
- Még5milliárd (Jáger Barnabás, korábban Még5lövés, 1998 óta)
- Bauxit (dr. Kékesi Balázs,[4] korábban Simson, 1998 óta)
- Tokyo (Győrffy Tamás, 1998 óta)
- DJ Titusz (Bicskei Titusz, 1998 óta)
- DJ Marvin (2014 óta)[5][6]

### Korábbi tagok
- Secretman (Paizs Miklós, később Sickratman, 1998–2003)
- Lord Cursor (Tóth Szabolcs, 1998–2003)

## Diszkográfia

### Nagylemezek
| Album | Megjelenés           | Legmagasabb helyezés                   | Minősítés  |
| Album | Megjelenés           | MAHASZ Top 40 album- és válogatáslemez | Minősítés  |
| --- | -------------------- | -------------------------------------- | ---------- |
| Majd megszokod | 2002. március 15.    | -                                      |            |
| Jön a Gólem! | 2004. március 15.    | 1                                      |            |
| Bëlga 3 - Zsolti a béka | 2005. október 1.     | 4                                      |            |
| Zigilemez | 2007. október 15.    | 3                                      |            |
| Bëlga Tavasz - Arany – Szociológiai terepmunka - Platina – Oktatási segédanyag - Gyémánt – Hagyományos Bëlga - Farost – Zabilemez | 2010. március-június | 30                                     |            |
| Stég FM 84 | 2012. december 6.    | -                                      |            |
| Sanyi | 2013. október 11.    | 28                                     |            |
| Disco! | 2015. november 23.   | 2                                      | Aranyalbum |
| Csumpa | 2017. december 6.    |                                        |            |
| Karnevál | 2021. május 28.      |                                        |            |
| Fém of Bëlga | 2023. november 23.   |                                        |            |
| Egyre gondolunk | 2025. május 15.      |                                        |            |

### Kislemezek
- Bóvli (2012)
- Filozófiai munkálatok (2013)
- Tuti a buli! (2014)
- Szerelmes vagyok (2015)
- Cimbi EP (2016)
- Huszonëgy (2019)
- Pontyfénykép (2020)
- Gyúrni kéne (2023)

### Remixalbumok
- Rëmixrazzia (2017)[16]

### Koncertfelvételek
- Élő 2008 (2008)
- Fehérlófia 1 / Fehérlófia 2 (Livë 2012 Nyár) (kislemez, 2012)

## Díjak, elismerések

### Fonogram díj
| Év   | Jelölés        | Díj                                 | Eredmény |
| ---- | -------------- | ----------------------------------- | -------- |
| 2003 | Majd megszokod | Az év hazai felfedezettje           | Jelölve  |
| 2003 | Majd megszokod | Az év hazai rap- vagy hiphop albuma | Jelölve  |
| 2005 | Jön a Gólem!   | Az év hazai rap- vagy hiphop albuma | Jelölve  |
| 2006 | 3              | Az év hazai rap- vagy hiphop albuma | Jelölve  |
| 2008 | Zigilemez      | Az év hazai rap- vagy hiphop albuma | Elnyerte |
| 2014 | Sanyi          | Az év hazai rap- vagy hiphop albuma | Jelölve  |

### VIVA Comet
| Év   | Jelölés          | Díj               | Eredmény |
| ---- | ---------------- | ----------------- | -------- |
| 2005 | Bëlga            | Legjobb együttes  | Jelölve  |
| 2006 | Bëlga            | Legjobb együttes  | Jelölve  |
| 2006 | Szerelmes vagyok | Legjobb videóklip | Elnyerte |

## Videóklipek
- Nemzeti hip-hop (2002)
- Lyuk-lyuk (2002)
- Az a baj (2004)
- Gyere kislány, gyere (2004)
- Hazakísérlek (2005)
- Szerelmes vagyok (2005)
- Egy-két-há (2005)
- Zsolti, a béka (2005)
- Mit parodizálsz (2007)
- Halmazok (2010)
- A piki lapika (2010)
- Zenevírus (2010)
- Bebukta (2010)
- Politikus 2 (2010)
- Tesi (2010)
- Ingyen (2010)
- Angol rendhagyók (2010)
- M.K.V.G. (2010)
- Zsolti A Béka (Titusz Version) (2012)
- Fuck You (BZMG English Version) (2012)
- Gyarmat (2013)
- Tini Rock (2013)
- Tuti a Buli! (reklámdal) (2014)
- Bezzeg régen (2014)
- Rímálom az Elme utcában (2014)
- Szaros senki (2014)
- LTP (2014)
- Szerelmes vagyok (külföldi változatok) (2015)
- Egyszer fent (km. Wahorn András) (2015)
- Benzinkút (2015)
- Tervek (2017)
- Mi vagyunk Az Emberek (2017)
- Pia (2017)
- Mivót? (szövegvideó) (2018)
- Cica (2018)
- Huszonëgy (2019)
- Zsolti a Béka III. - Zsolti a Béka vs Megabéka (2020)
- Pontyfénykép (km. Busa Pista) (2020)
- Össznépi trepni (km. Kiss Erzsi, Krúbi, Dé:Nash) (2021)
- Maria Morcos (2022)
- Gyúrni Kéne (2023)